# Caldari

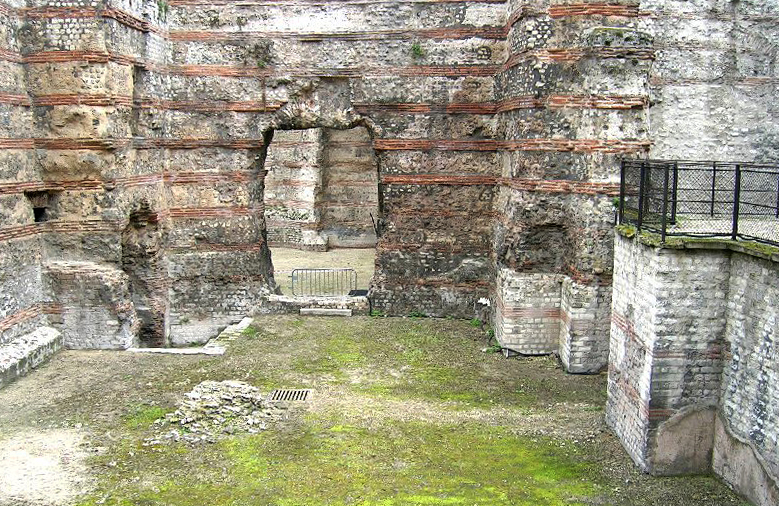
Caldari de les Termes de Cluny, a París

A l'antiga Roma, el caldari (en llatí caldarium o calidarium, de caldus o calidus, 'calent') és la part de les termes on es poden prendre els banys calents.
El caldari podia tenir una forma rodona o rectangular, amb una o diverses basses (piscinae) d'aigua calenta, o banyeres individuals. Els arquitectes el construïen en general al costat sud o sud-oest de les termes, per aprofitar l'aportació de calor natural del sol.
Als banys més antics, uns senzills brasers col·locats al caldari hi procuraven l'escalfor. Els romans van generalitzar un sistema de calefacció per terra, l'hipocaust. El terra del caldari era format d'una capa de betó, la suspensura, que descansava damunt de pilastres fetes de maons sobre un espai buit destinat a la circulació de l'aire calent. Aquest sistema de calefacció podia ser completat per canonades de terracota (tubuli) a les parets, que feien pujar l'aire calent que provenia de l'hipocaust.
Durant les recerques arqueològiques, la presència d'aquests elements de terracota (les pilastres de maó de suport o els tubs) permet identificar un caldari i, per tant, les termes.
Els romans no es conformaven amb un únic bany d'aigua calenta o freda, sinó que successivament anaven d'una sala d'aigua freda a l'altra de calenta. És difícil de determinar en quin ordre es feia habitualment el recorregut i si efectivament hi havia un sistema general a part del caprici de l'individu. Sota tractament mèdic, la successió estava regulada per la naturalesa de la malaltia, i variaria segons la pràctica dels diferents metges. Era una pràctica general tancar els porus i reforçar el cos després de la transpiració excessiva del bany de vapor, untant o abocant aigua freda sobre el cap, o submergint-se de seguida a la piscina del frigidarium o de vegades a un riu proper, segons diu Ausoni. Segons Plini el Vell, Antoni Musa, el metge d'August, va introduir la pràctica de començar per l'aigua freda i seguir amb la calenta, cosa que es va posar de moda pel benefici que l'emperador en va treure, encara que Dió Cassi acusa Musa d'haver provocat amb aquest sistema la mort de Marc Claudi Marcel per una aplicació inadequada del tractament. En altres casos es considerava bo per la salut abocar aigua tèbia sobre el cap abans del bany de vapor, i aigua freda immediatament després. En ocasions es feien successius banys d'aigua tèbia, tèbia i freda.
La temperatura a la que s'arribava en un caldari es considera per deducció: la temperatura dels hammams moderns és de l'ordre de 35 °C i la d'una sauna pot atènyer els 70 °C. Se sap que els romans havien de calçar sandàlies de sola de fusta per circular per un caldari sense cremar-se. Certs autors estimen, doncs, la temperatura atesa en un caldari, en 50/55 °C.

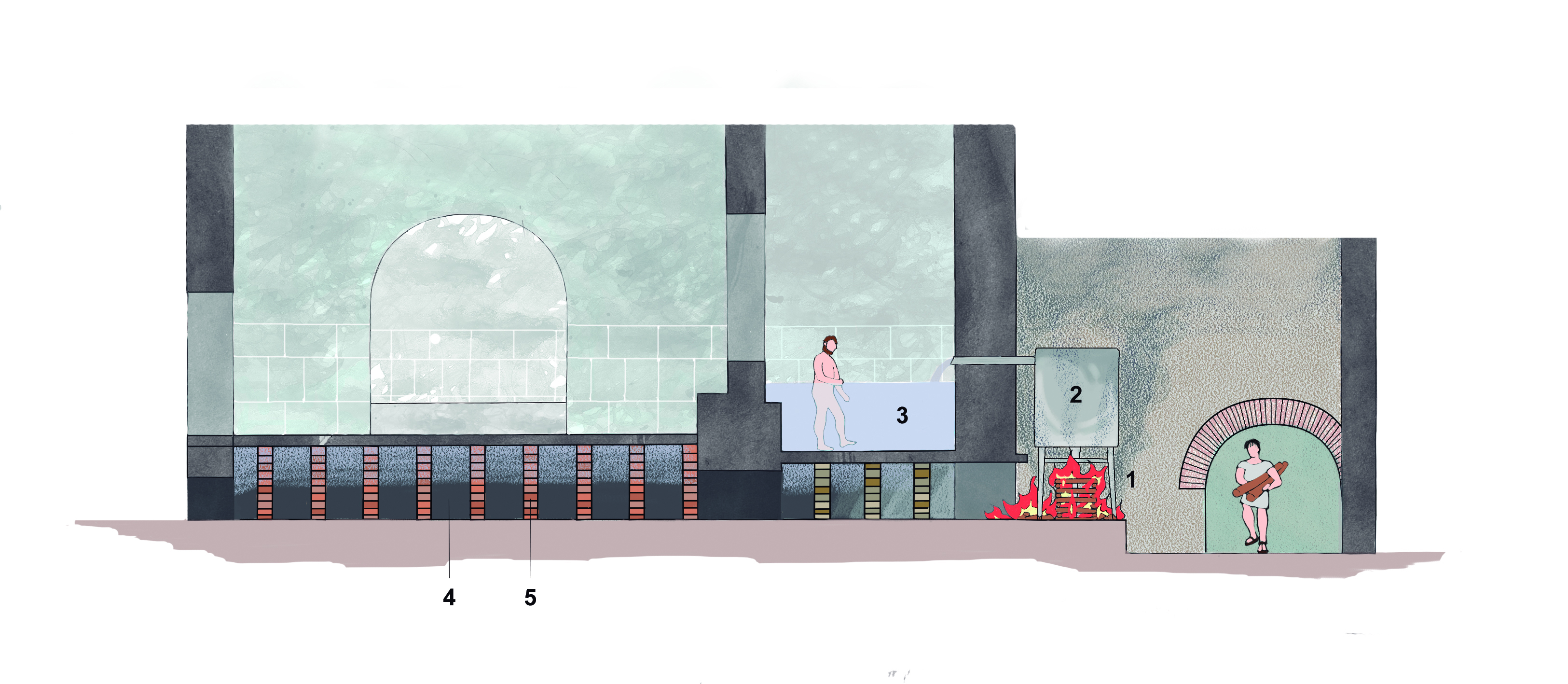
Secció que reconstrueix com havia estat el caldarium de la Vil·la de Els Munts a l'actual Altafulla i on se'n poden veure les seves parts i funcionament.
- 1. Forn
- 2. Caldera
- 3. Banyera d'aigua calenta (Alveus)
- 4. Sistema de calefacció (Hypocaustum)
- 5. Pilars de sustentació (Pilae)

## Galeria

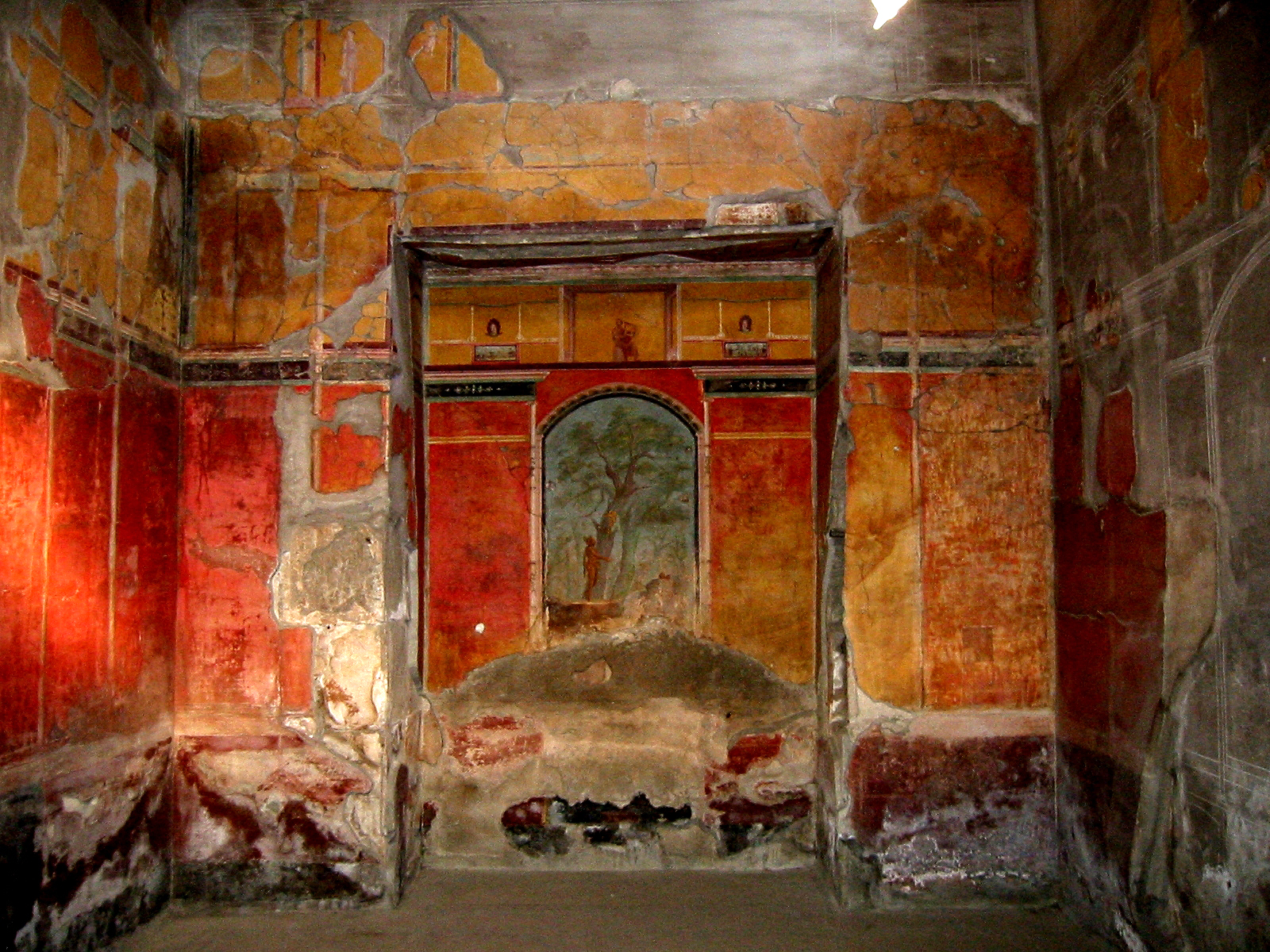
Caldari de la vil·la d'Oplontis, prop de Pompeia
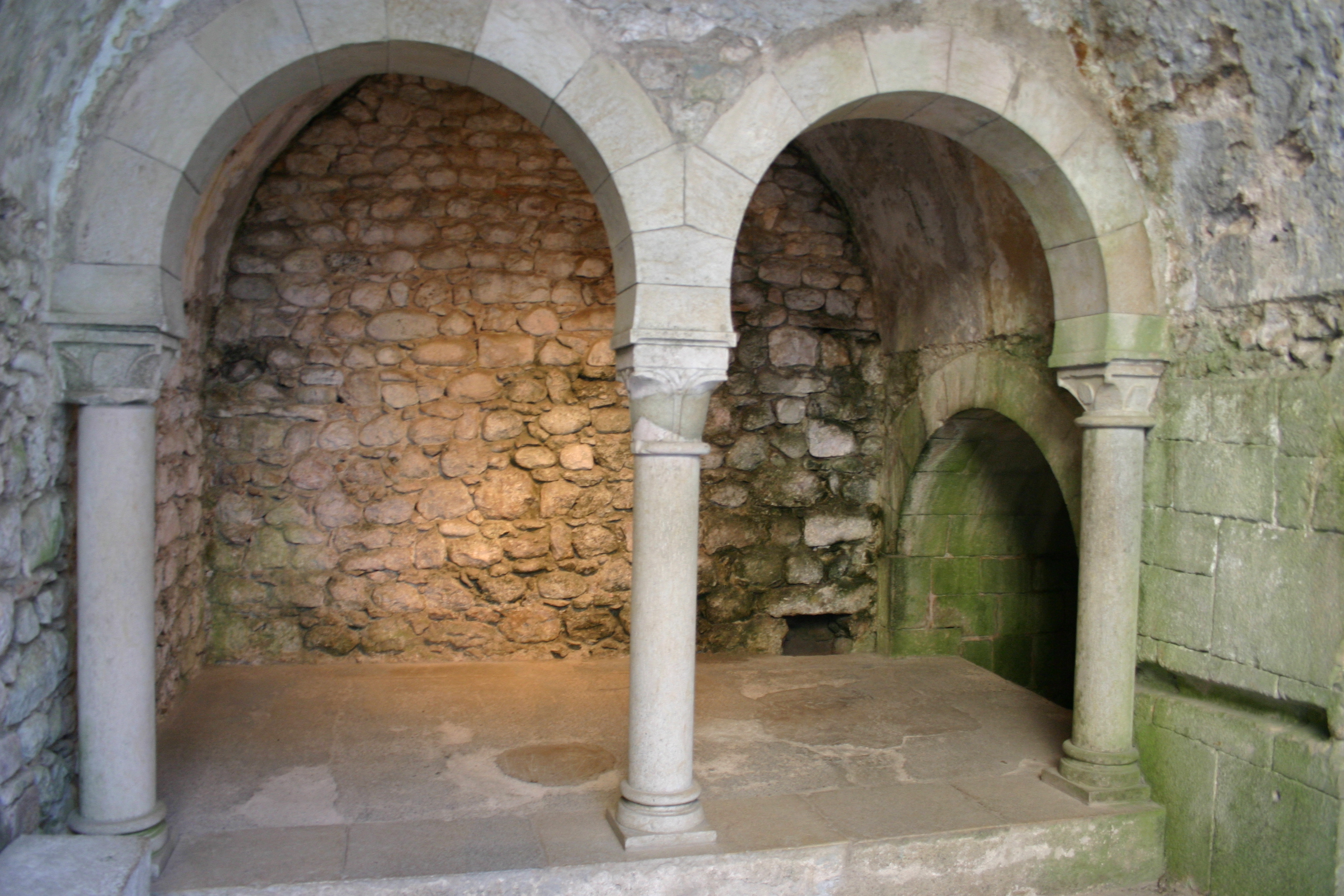
Caldari medieval dels Banys Àrabs de Girona
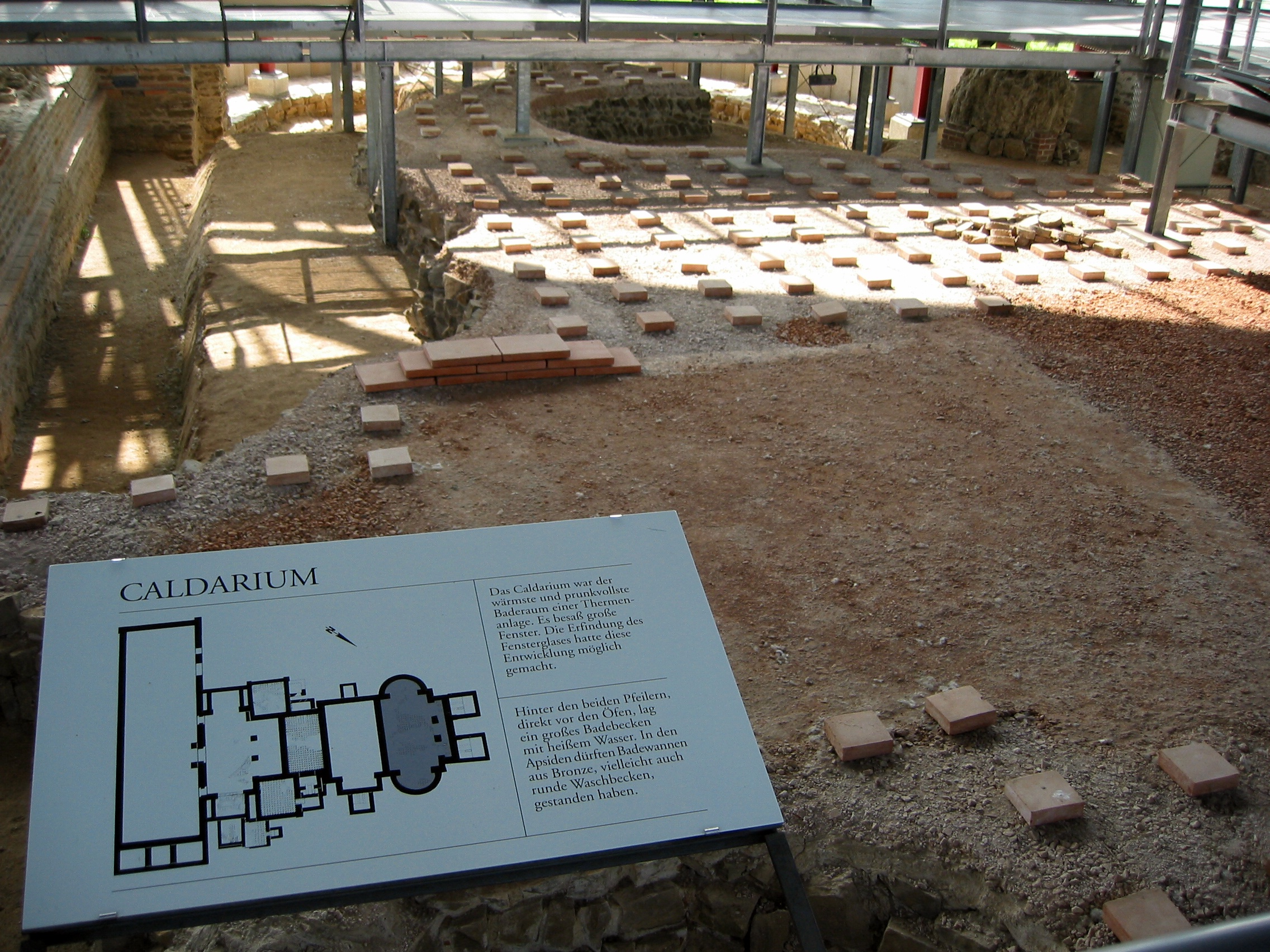
Caldari del parc arqueològic de Xanten, a Alemanya
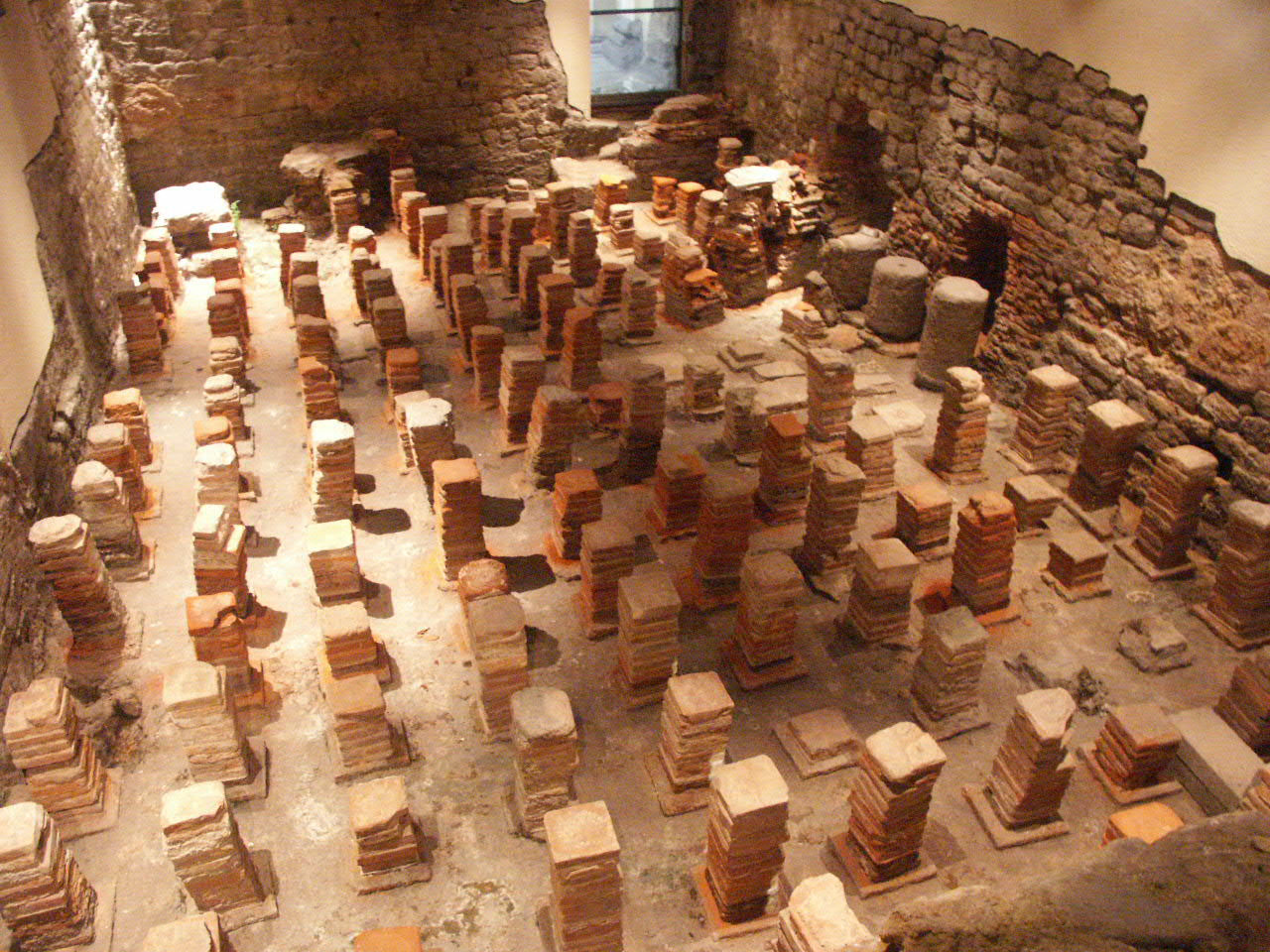
Caldari dels banys romans de Bath, a Anglaterra